# Онеке, Чима
Чима Мишель Онеке (нидерл. Chima Onyeike; 21 июня 1975, Зейст, Нидерланды) — нидерландский и нигерийский футболист нигерийского происхождения, выступал за национальную сборную Нигерии. Ныне тренер по физической подготовке клуба «Виллем II».

## Биография
Выступал за команды «Харлем», «Дордрехт», роттердамский «Эксельсиор», ВВВ-Венло и т. д. Своё медицинское образование получил в Нидерландах. Чима Онеке обладает тренерской лицензией категории А. Тренер по атлетизму, массажист высшей категории, тренер по физподготовке.
С 2011 по 2013 год работал в махачкалинском клубе «Анжи» помощником Гууса Ҳиддинка и Роберто Карлоса. Отвечал за физподготовку футболистов. Покинул команду вместе Гуусом Ҳиддинком после изменения вектора развития клуба ФК «Анжи».
В середине июня 2013 года перебрался в греческий ПАОК. После отставки главного тренера Хуба Стевенса был назначен и. о. главного тренера ПАОК до конца сезона. Под его руководством клуб занял второе место в чемпионате и дошла до финала Кубка Греции.
В 2014 году по приглашению Хуба Стевенса начал работу в немецком клубе «Штутгарт» как физиотерапевт. После окончания сезона 2016/17 покинул команду.
С 15 июля 2017 года начал работу в сборной Узбекистана как тренер по физической подготовке. На тренерский штаб под руководством Самвела Бабаяна и таких помощников как Деян Журжевич и Чима Мишель Онеке поставлена задача вывести сборную Узбекистана на чемпионат мира 2018.

## Личная жизнь
Есть дочь Мали Сада.